# Halls (Tennessee)
Halls é uma cidade  localizada no estado norte-americano de Tennessee, no Condado de Lauderdale.

## Demografia
Segundo o censo norte-americano de 2000, a sua população era de 2311 habitantes.
Em 2006, foi estimada uma população de 2214, um decréscimo de 97 (-4.2%).

## Geografia
De acordo com o United States Census Bureau tem uma área de
9,5 km², dos quais 9,5 km² cobertos por terra e 0,0 km² cobertos por água.

## Localidades na vizinhança
O diagrama seguinte representa as localidades num raio de 20 km ao redor de Halls.